# Heroon

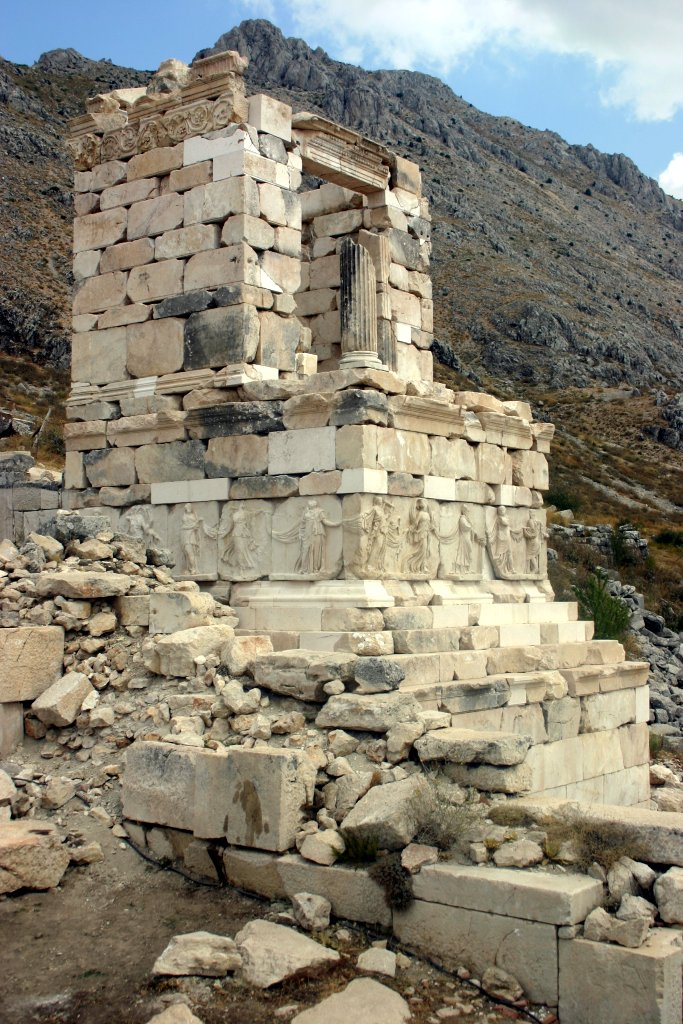
Heroon w Sagalassos (Turcja)

Heroon – w starożytnej Grecji grób herosa, prawdziwy lub symboliczny, najczęściej w kształcie tolosu lub małej świątyni; także inne miejsce kultu herosa (ołtarz, święty okrąg, kaplica).
.
Heroon mógł być otoczony rozleglejszym temenosem, często z gajem oliwnym. Lokalizacja heroonów była różnorodna. Mogły być budowane na agorach, przy istniejących świątyniach, a nawet w ich wnętrzach. Powstawały również w domach prywatnych, na nekropoliach i przy drogach.
Należą do jednych z najważniejszych pomników starożytnej Azji Mniejszej, wznoszone na wzgórzach nie jako budowle świątynne, lecz temenosy. Heroon z Trysy, odkryty w latach 40. XIX wieku przez Juliusza Schönborna, to prostokątne założenie architektoniczne, którego ściany ozdobiono reliefami z przedstawieniem greckich scen mitycznych. Zgodnie z tradycją licyjską został ukierunkowany na południowy wschód i stanowi typowy przykład założenia pochodzącego nie z greckich, lecz z licyjskich tradycji.

## Przykłady
- Pelopeion w Olimpii[1]
- grób Erechteusza na ateńskim akropolu[1]
- heroon z Trysy w starożytnej Licji[4]